# Hypoblemum
Hypoblemum is een geslacht van spinnen uit de familie springspinnen (Salticidae).

## Soorten
De volgende soorten zijn bij het geslacht ingedeeld:
- Hypoblemum albovittatum (Keyserling, 1882)
- Hypoblemum villosum (Keyserling, 1883)